# Igrejas Reformadas Continuadas na Holanda
As Igrejas Reformadas Continuadas na Holanda ou Igrejas Reformadas Continuadas nos Países Baixos (em Holandês: Voortgezette Gereformeerde Kerken in Nederland) formam uma denominação reformada na Holanda desde 8 de maio de 2004. As suas igrejas membros eram anteriormente vinculadas às Igrejas Reformadas na Holanda (IRH) quando esta decidiu se unir à Igreja Reformada Neerlandesa e Igreja Evangélica Luterana no Reino da Holanda para formar a atual Igreja Protestante na Holanda.
Em 1 de maio de 2004, a fusão das denominações foi concluída. As igreja da IRH que se opunham à fusão se separaram e 8 de maio de 2004 e constituíram as Igrejas Reformadas Continuadas na Holanda (IRCH).

## História

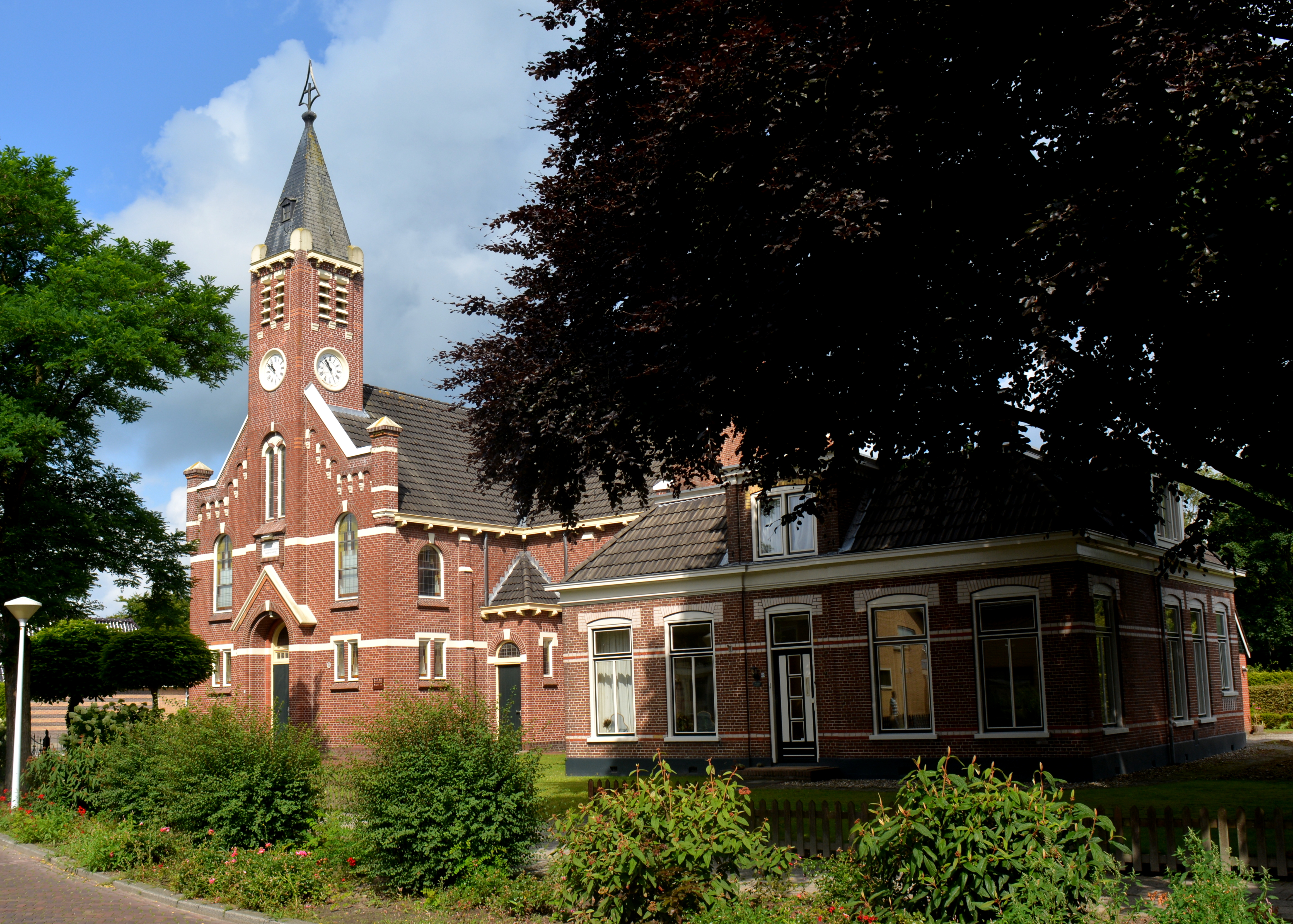
Igreja Reformada Continuada em Harkema.

As Igrejas Reformadas na Holanda foram fundadas em 1892 em uma fusão de dois grupos que se separaram da Igreja Reformada Neerlandesa (IRN). O primeiro grupo foi a maioria das Igrejas Cristãs Reformadas na Holanda (ICRH), uma denominação também formada por outra fusão, em 1869, da Igreja Reformada sob a Cruz e as Congregações Cristãs Separadas, ambas separadas da IRN em 1834. O segundo grupo se separou da IRN em 1886 e ficou conhecido em neerlandês como Doleantie.
A partir da fusão das ICRH e do Doleantie, as Igrejas Reformadas na Holanda (IRH) foram formadas e permaneceram como segunda maior denominação protestante nos Países Baixos durante todo o período de sua existência. Em 1 de maio de 2004, as IRH se uniu à Igreja Reformada Neerlandesa e Igreja Evangélica Luterana no Reino da Holanda para formar a atual Igreja Protestante na Holanda.
Parte de suas igrejas das IRH não apoiou a fusão e, em 5 de maio de 2004, formou as  Igrejas Reformadas Continuadas na Holanda (IRCH). A denominação, surgiu com 7 igrejas e cerca de 3.400 membros.
Todavia, passou por um declínio constante nos anos seguintes à sua formação. Em 2019, a denominação havia reduzido para 5 igrejas e 2.001 membros.
Em 2025, a denominação iniciou negociações de incorporação às Igrejas Reformadas Neerlandesas (NGK).